# Pagongan
Pagongan is een bestuurslaag in het regentschap Tegal van de provincie Midden-Java, Indonesië. Pagongan telt 6804 inwoners (volkstelling 2010).